# Dejen Gebremeskel
Dejen Gebremeskel, né le 24 novembre 1989 dans le Tigray, est un athlète éthiopien spécialiste des courses de fond.

## Carrière
En 2008, Dejen Gebremeskel remporte la médaille de bronze du 5 000 mètres lors des Championnats du monde juniors de Bydgoszcz avec le temps de 13 min 11 s 97. Finaliste du 3 000 m (10e) lors des mondiaux en salle de Doha, l'Éthiopien termine deuxième du meeting de Eugene derrière son compatriote Tariku Bekele et signe pour la première fois de sa carrière un temps inférieur à 13 minutes sur 5 000 m (12 min 59 s 30).
En 2011, l’Éthiopien termine quatrième de la finale du 5 000 mètres des Championnats du monde de Daegu mais est finalement reclassé à la troisième place à la suite de la disqualification de son compatriote Imane Merga.
Dejen Gebremeskel améliore de près de cinq secondes son record personnel du 5 000 m début juillet 2012 lors du Meeting Areva en réalisant la meilleure performance mondiale de l'année en 12 min 46 s 81, devançant au sprint son jeune compatriote Hagos Gebrhiwet. Lors des Jeux olympiques de Londres, en août 2012, l’Éthiopien se classe deuxième de l'épreuve du 5 000 m en 13 min 41 s 91, derrière le Britannique Mohamed Farah, déjà titré sur 10 000 m, et devant le Kényan Thomas Longosiwa.

## Palmarès
| Année | Compétition                    | Lieu             | Place | Épreuve |
| ----- | ------------------------------ | ---------------- | ----- | ------- |
| 2008  | Championnats du monde juniors  | Bydgoszcz        | 3e    | 5 000 m |
| 2010  | Championnats du monde en salle | Doha             | 10e   | 3 000 m |
| 2011  | Championnats du monde          | Daegu            | 3e    | 5 000 m |
| 2012  | Championnats du monde en salle | Istanbul         | 5e    | 3 000 m |
| 2012  | Jeux olympiques                | Londres          | 2e    | 5 000 m |
| 2012  | Ligue de diamant               | Ligue de diamant | 2e    | détails |
| 2014  | Championnats du monde en salle | Sopot            | 3e    | 3 000 m |
| 2016  | Jeux olympiques                | Rio de Janeiro   | 12e   | 5 000 m |

## Records
| Épreuve  | Performance    | Lieu       | Date           |
| -------- | -------------- | ---------- | -------------- |
| 3 000 m  | 7 min 51 s 02  | New York   | 30 mai 2009    |
| 5 000 m  | 12 min 46 s 81 | Paris      | 6 juillet 2012 |
| 10 000 m | 26 min 51 s 02 | Sollentuna | 27 juin 2013   |